# Distretto di Košice IV
Il distretto di Košice IV è uno dei distretti della Slovacchia, nella regione di Košice (Slovacchia orientale). È uno dei quattro distretti in cui è divisa la città di Košice.

## Geografia antropica

### Suddivisioni amministrative
Il distretto è suddiviso in 6 quartieri, aventi autonomia amministrativa a livello di comune:
- Barca
- Juh
- Krásna
- Nad jazerom
- Šebastovce
- Vyšné Opátske